# Giovanni Traina
Giovanni Traina (* 9. März 1983) ist ein italienischer Badmintonspieler. 

## Karriere
Giovanni Traina gewann in Italien fünf Juniorentitel, ehe er 2005 erstmals Titelträger bei den Erwachsenen wurde. Weitere Titelgewinne folgten 2008, 2009, 2010 und 2011. 2006 siegte er bei den Greece International, 2010 bei den Fiji International. 2007 nahm er an den Badminton-Weltmeisterschaften teil.

## Sportliche Erfolge
| Saison | Veranstaltung                               | Disziplin    | Platz | Name                                   |
| ------ | ------------------------------------------- | ------------ | ----- | -------------------------------------- |
| 2000   | Italien: Einzelmeisterschaften der Junioren | Mixed        | 1     | Giovanni Traina / Federica Panini      |
| 2000   | Italien: Einzelmeisterschaften der Junioren | Herreneinzel | 1     | Giovanni Traina                        |
| 2000   | Italien: Einzelmeisterschaften der Junioren | Herrendoppel | 1     | Giovanni Traina / Francesco di Stefano |
| 2001   | Italien: Einzelmeisterschaften der Junioren | Mixed        | 1     | Giovanni Traina / Tanja Kollemann      |
| 2001   | Italien: Einzelmeisterschaften der Junioren | Herrendoppel | 1     | Giovanni Traina / Valerio Sbragaglia   |
| 2005   | Italien: Einzelmeisterschaften              | Mixed        | 1     | Giovanni Traina / Federica Panini      |
| 2008   | Italien: Einzelmeisterschaften              | Herrendoppel | 1     | Giovanni Traina / Luigi Izzo           |
| 2009   | Italien: Einzelmeisterschaften              | Herrendoppel | 1     | Giovanni Traina / Luigi Izzo           |
| 2009   | Italien: Einzelmeisterschaften              | Mixed        | 1     | Giovanni Traina / Federica Panini      |
| 2010   | Fiji International                          | Herrendoppel | 1     | Giovanni Traina / Rosario Maddaloni    |
| 2010   | Italien: Einzelmeisterschaften              | Mixed        | 1     | Giovanni Traina / Federica Panini      |
| 2011   | Italien: Einzelmeisterschaften              | Mixed        | 1     | Giovanni Traina / Federica Panini      |